# Cycas micholitzii
Cycas micholitzii é uma espécie de cicadófita do género Cycas da família Cycadaceae, nativa do oeste de Guangxi e sudeste de Yunnan, na China, Laos (possívelmente), Myanmar (possívelmente), Tailândia e Vietname. Segundo dados de 2010, a população tende a descrescer.